# Stibeutes heterogaster
Stibeutes heterogaster is een insect dat behoort tot de orde vliesvleugeligen (Hymenoptera) en de familie van de gewone sluipwespen (Ichneumonidae). De wetenschappelijke naam van de soort werd voor het eerst geldig gepubliceerd door Thomson in 1885.
De soort komt voor van het zuiden van Zweden en Groot-Brittannië tot Italië en Tsjechië.